# Сацьёган
Сацьёган (устар. Сац-Еган) — река в России, протекает по Нижневартовскому району Ханты-Мансийского АО. Устье реки находится в 779 км по левому берегу реки Вах. Длина реки составляет 18 км.

## Данные водного реестра
По данным государственного водного реестра России, относится к Верхнеобскому бассейновому округу, водохозяйственный участок реки — Вах, речной подбассейн реки — бассейн притоков Верхней Оби от Васюгана до Ваха. Речной бассейн реки — Верхняя Обь до впадения Иртыша.
Код объекта в государственном водном реестре — 13011000112115200037319.